# Pandemia de COVID-19 en Granada
El primer caso de la pandemia de COVID-19 en Granada inició el 16 de marzo de 2020. Hay 15 casos confirmados, seis recuperados y ningún fallecido reportado.

## Antecedentes
El 12 de enero de 2020, la Organización Mundial de la Salud (OMS) confirmó que un nuevo coronavirus era la causa de una enfermedad respiratoria en un grupo de personas en la Ciudad de Wuhan, provincia de Hubei , en China, el cual estuvo informado a la OMS el 31 de diciembre de 2019.
El el nivel de la tasa de mortalidad para COVID-19 ha sido mucho más bajo que el SARS de 2003, pero la transmisión ha sido significativamente más grande, con un peaje de muerte total significativo. El gobierno de Granada había aumentado la vigilancia en el aeropuerto en febrero para detectar posibles casos y se envió pruebas de esos posibles casos a la CARPHA.

## Cronología

### Marzo
- 22 de marzo: el primer caso del país ("Paciente Cero") fue anunciado, una mujer de 50 años que había regresado del Reino Unido el 16 de marzo y posteriormente ya mostró síntomas el 17 de marzo, fue oficialmente diagnosticada el 21 de marzo con la COVID-19.[10]
- 25 de marzo: Seis más los casos anunciados (5 mujer, 1 hombre, envejece 50–80), todo de la casa del cero Paciente. La política de institutos del gobierno de movimiento restringido y nightly curfew.[11]

- 28 de marzo: se anunciaron dos casos más, un varón había estado cerca de la paciente cero en el vuelo del 16 de marzo; otro tenía familiares en Nueva York a los cuales visitó, llegó de nuevo a Granada el 17 de marzo. El que se sentó cerca de la paciente cero en el vuelo del 16 de marzo era un hombre de 50 años que se volvió sintomático el 26 de marzo, fue examinado en Granada y le dijeron que se pusiera en aislamiento mientras esperaba los resultados. En cambio, el sujeto huyó con su familia a través de un vuelo de Air Canada en ruta de regreso al Reino Unido antes de que se devolvieran los resultados de la prueba (en la que fue diagnóstico positivo).[12]

- 29 de marzo: el gobierno anuncia un toque de queda de 24 horas durante una semana.[13]

### Abril
- 1 de abril: se anuncia un nuevo caso: un hombre de 58 años que llegó en un vuelo desde la ciudad de Nueva York el 19 de marzo.[14]

- 3 de abril: se anuncian dos nuevos casos. Uno era un hombre de 73 años cuya pareja había sido diagnosticado y anunciado el 28 de marzo (también se sentó cerca de la paciente cero en el vuelo del 16 de marzo desde el Reino Unido); el otro paciente era un taxista que había interactuado con un paciente diagnosticado previamente.[15]

- 6 de abril: el gobierno renueva el toque de queda por otras dos semanas (hasta el 20 de abril). Se iniciaron pruebas de descarte en la Universidad de St. George.[16]
- 10 de abril: se anunciaron dos casos, todos de hogares de casos anteriores (total = 14 positivos, 92 pruebas en total).[17]

## Prevención
El primer ministro Keith Mitchell ha anunciado que las escuelas deben cerrarse y las reuniones públicas están prohibidas.